# Oregon Team
Oregon Team est une écurie de sport automobile italienne fondée en décembre 1986 par Piergiorgio Testa et Federico "Jerry" Canevisio.

## Histoire

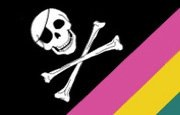
Le drapeau pirate, symbole de l'écurie de l'Oregon

En 1996, l'écurie prend la route de l’Europe en participant à l'Eurocup Formula Renault 2.0.
En 1997, l'écurie rentre en Italie pour participer au championnat italien Mégane organisé par Renault. Elle y gagne plusieurs manches et réussi à remporter la coupe sportive megane elf Italia JUNIOR avec comme pilote le multiple champion Davide Cazzaniga (it).
Entre 2000 et 2003, après le championnat italien Mégane, l’écurie participa au championnat Eurocup Clio de Renault et l’a conquis trois années de suite.
En 2004, pour la première fois en 8 ans, l’écurie participe de nouveau a championnat européen, le Championnat d'Europe des voitures de tourisme avec une Alfa Romeo 156 GTA. Elle a été assez performante cette année là car elle remporte le classement des équipes indépendantes.
Entre 2005 et 2016, l'écurie participe de nouveau à des championnats organisé par Renault. Tout d'abord l'Eurocup Mégane Trophy et ensuite le Renault Sport Trophy.
Depuis 2017, à la suite de l'arrêt du Renault Sport Trophy, l'écurie participe aux European Le Mans Series avec une Norma M30,.

## Résultats en compétition automobile

### European Le Mans Series
| Année | Classe | no | Pilotes                                                  | Châssis   | Moteur                      | 1                 | 2                  | 3                 | 4                 | 5                 | 6                 | Points | Classement |
| ----- | ------ | -- | -------------------------------------------------------- | --------- | --------------------------- | ----------------- | ------------------ | ----------------- | ----------------- | ----------------- | ----------------- | ------ | ---------- |
| 2017  | LMP3   | 10 | Dario Capitanio (pl) Andrés Méndez (en) Davide Roda (en) | Norma M30 | Nissan VK50VE 5,0 l V8 Atmo | SIL gén:30 cls:13 | MON gén:322 cls:15 | RBR gén:16 cls:7  | LEC NC            | SPA gén:25 cls:10 | POR Abd.          | 8      | 13e        |
| 2018  | LMP3   | 10 | Andrés Méndez (en) Riccardo Ponzio Clément Mateu         | Norma M30 | Nissan VK50VE 5,0 l V8 Atmo | LEC gén:28 cls:11 | MON gén:22 cls:8   | RBR gén:38 cls:16 | SIL gén:30 cls:14 | SPA gén:23 cls:7  | POR gén:32 cls:15 | 9      | 10e        |
| 2019  | LMP3   | 10 | Damiano Fioravanti Gustas Grinbergas Lorenzo Bontempelli | Norma M30 | Nissan VK50VE 5,0 l V8 Atmo | LEC gén:20 cls:4  | MON gén: cls:      | BAR gén: cls:     | SIL gén: cls:     | SPA gén: cls:     | ALG gén: cls:     |        |            |

## Palmarès

### Eurocup Mégane Trophy

#### 2011
- Champion des équipes en 2011

#### 2012
- Champion des équipes en 2012

#### 2013
- Champion des équipes en 2013

### Renault Sport Trophy

#### 2015
- Champion des équipes en 2015

## Pilotes
- Gustas Grinbergas
- Lorenzo Bontempelli
- Dario Capitanio (pl)
- Damiano Fioravanti
- Clément Mateu
- Andrés Méndez (en)
- Riccardo Ponzio
- Davide Roda (en)